# Dormans
 Dormans  ist eine französische Gemeinde mit 2898 Einwohnern (Stand 1. Januar 2022) im Département Marne in der Region Grand Est. Sie gehört zum Arrondissement Épernay, ist Hauptort des Kantons Dormans-Paysages de Champagne und war bereits bis 2015 Hauptort des Kantons Dormans.

## Geographie
Die Gemeinde Dormans liegt an der Marne, die hier die Grenze zum Département Aisne markiert, etwa 33 Kilometer südwestlich von Reims. Nachbargemeinden von Dormans sind Courthiézy, Igny-Comblizy, Troissy. Verneuil und Vincelles.
Ortsteile von Dormans sind Chavenay, Soilly (seit 1969), Try, Vassieux und Vassy.

## Geschichte
Im Schloss Dormans war von 1949 bis 1985 das Noviziat der Salesianer Don Boscos in Frankreich untergebracht.

## Bevölkerungsentwicklung
| Jahr      | 1962 | 1968 | 1975 | 1982 | 1990 | 1999 | 2007 | 2018 |
| Einwohner | 2413 | 2638 | 2950 | 2920 | 3125 | 3126 | 2979 | 2919 |

## Sehenswürdigkeiten
- Mahnmal der Marneschlachten (1921/31)
- Schloss Dormans (14./17. Jahrhundert)
- Kirche Saint-Hippolyte (11./12. Jahrhundert)

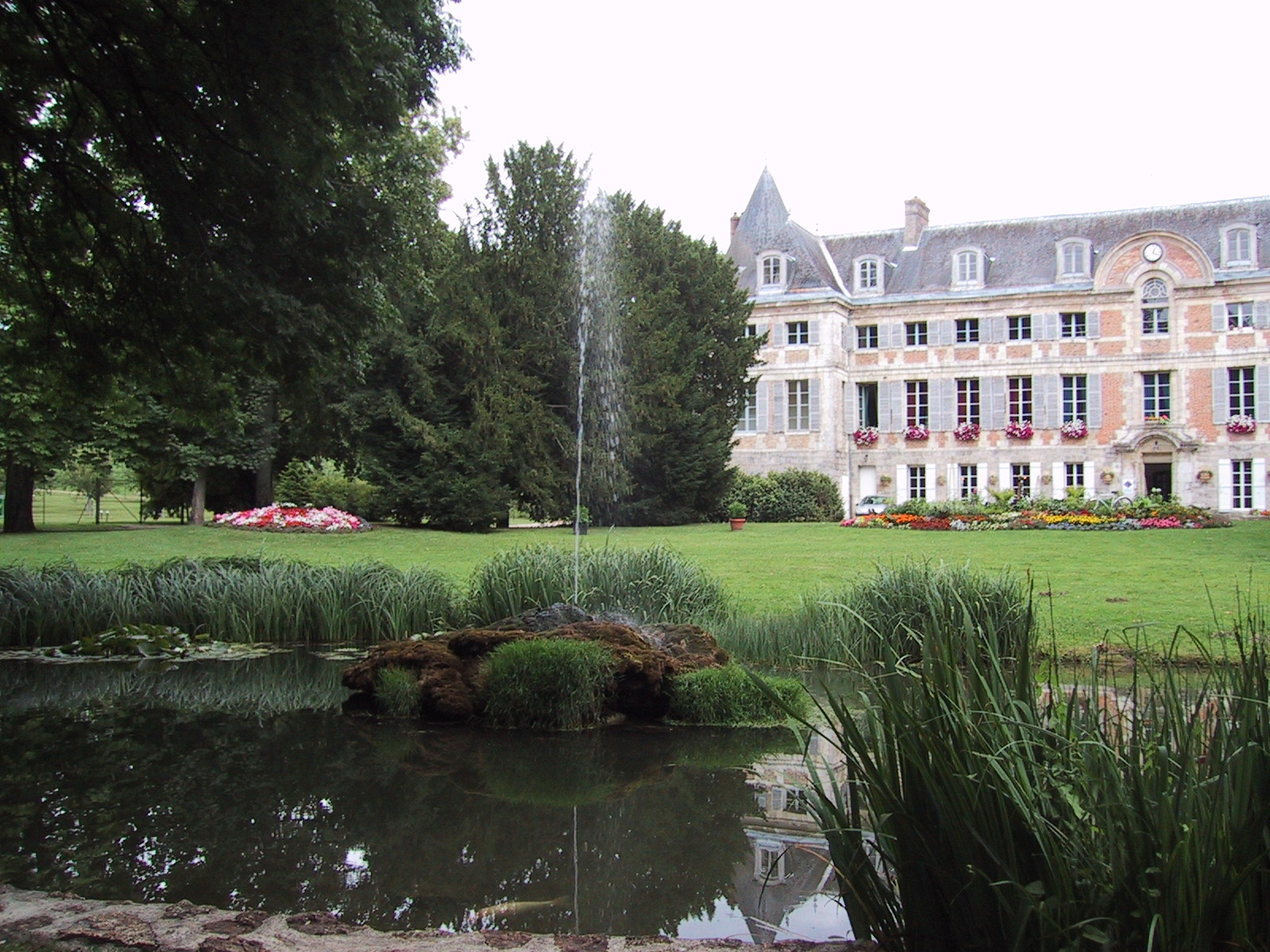
Schloss
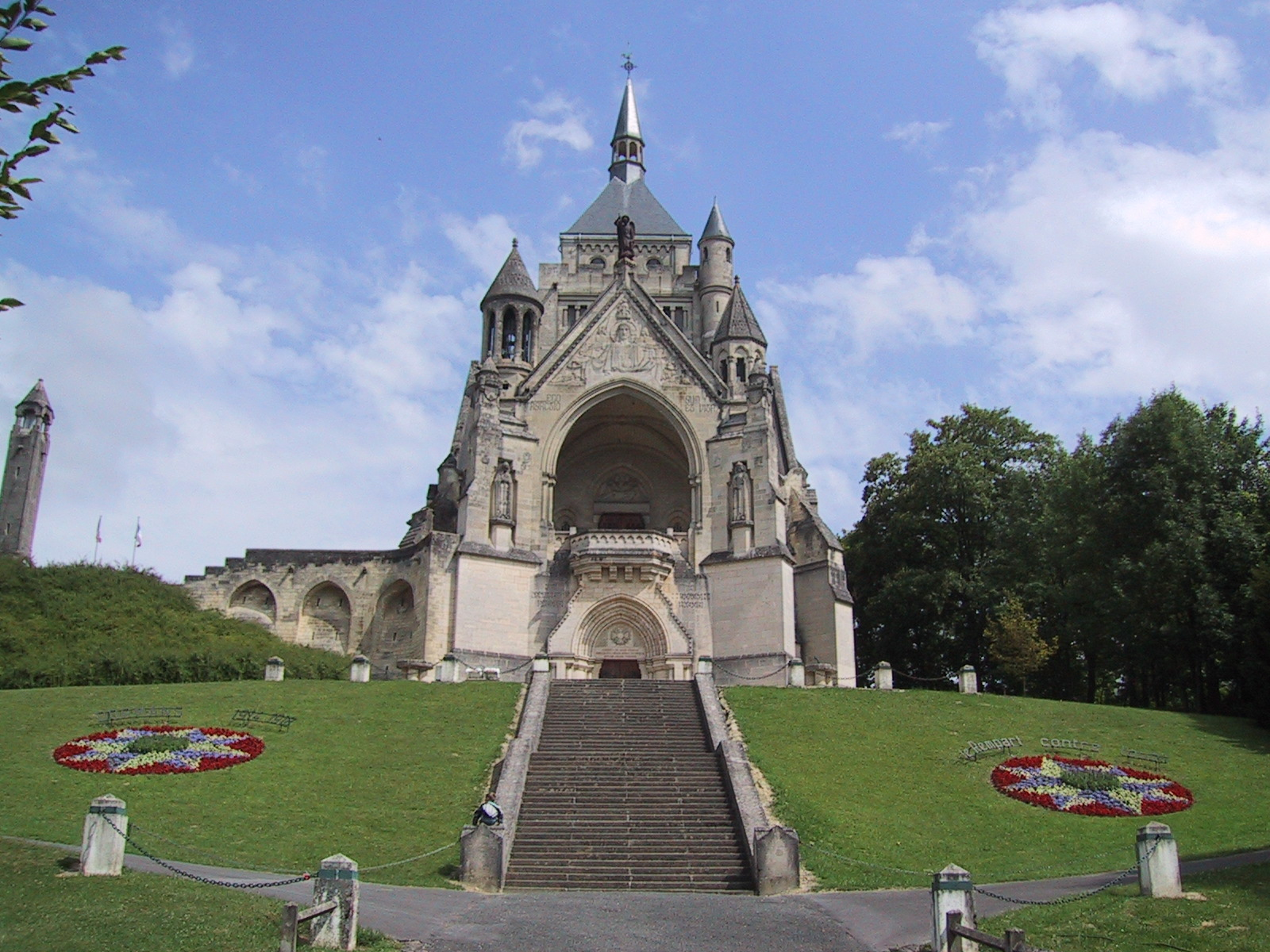
Mahnmal
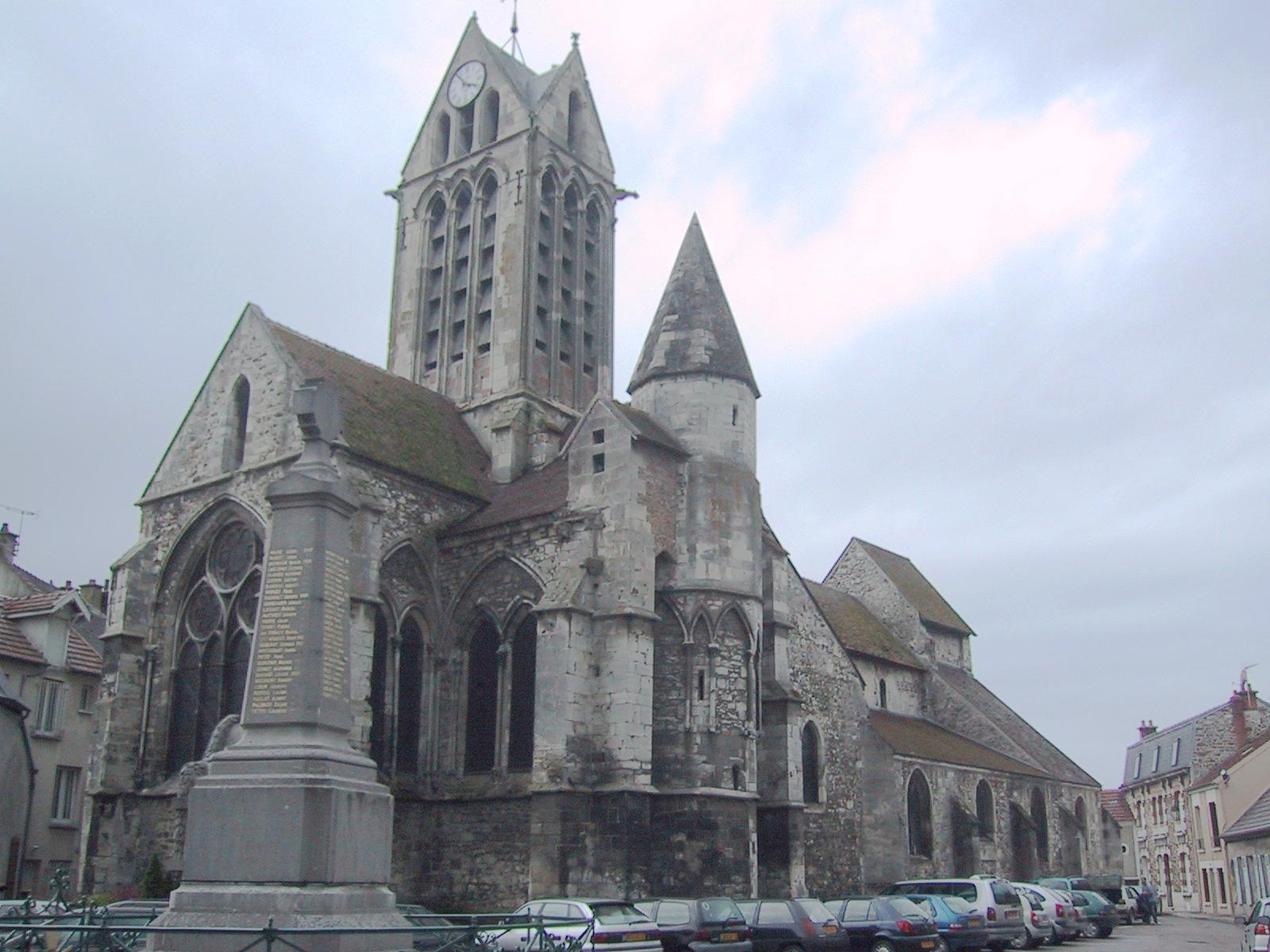
Kirche

## Persönlichkeiten
- Jean de Dormans († 1373), Kardinal, Kanzler von Frankreich
- Claude-Nicolas Ledoux (1736–1806), Architekt
- Louis Vallin (1770–1854), General der Kavallerie

## Gemeindepartnerschaft
- Dorsten in Deutschland